# Thermogenin
Thermogenin (auch entkoppelndes Protein, engl. Uncoupling Protein 1 bzw. UCP1 genannt) ist ein Transmembranprotein, das sich in der Mitochondrienmembran des braunen Fettgewebes findet (bei Ratten kommt es auch im weißen Fettgewebe vor). Durch seine Funktion kann Wärme ohne Muskelaktivität wie etwa Zittern generiert werden. Die durch UCP1 bewirkte Thermogenese ist die vorherrschende Art der Wärmeerzeugung bei Winterschlaf haltenden oder neugeborenen Säugetieren einschließlich menschlichen Säuglingen und Kleinkindern. Thermogenin gehört zu den uncoupling proteins.

## Wirkmechanismus

Ablauf der Aktivierung: Im letzten Schritt der durch Noradrenalin ausgelösten Kaskade wird eine bestehende Inhibierung von Thermogenin von freien Fettsäuren aufgehoben. P: Phosphatrest, ve+: Ladungstransfer

Der molekulare Mechanismus der durch Thermogenin vermittelten Entkopplung ist recht gut verstanden – die Funktion dieses Ionenkanals stellt innerhalb der Oxidativen Phosphorylierung einen zusätzlichen Pfad für den Wiedereintritt von Protonen in die mitochondriale Matrix zur Verfügung. Wird Thermogenin aktiviert, schließt es – ähnlich wie 2,4-Dinitrophenol – den Protonen-Kreislauf kurz, der die Atmungskette an den ATP-Synthase-Komplex koppelt, welcher das Adenosintriphosphat (ATP) für den Energiehaushalt der Zelle liefert: Durch Thermogenin wird diese Kopplung aufgehoben und die durch Zellatmung gewonnene Energie ohne Bildung des Energiespeichers ATP unmittelbar in Wärme umgesetzt (Dissipation).
Thermogenin steht in Beziehung zu anderen mitochondrialen Stoffwechseltransportern wie dem Adenin-Nukleotid-Transporter, einem Protonenkanal in der inneren Mitochondrienmembran, der den Transport von Protonen aus dem Membranzwischenraum in die mitochondriale Matrix vermittelt.
UCP1 kommt ausschließlich in braunem Fettgewebe vor. Durch seine Anwesenheit erlangt dieses Gewebe seine enorme Fähigkeit zur Wärmeerzeugung.
UCP1 wird durch Fettsäuren auf folgendem Weg aktiviert: Im sympathischen Nervensystem wird Noradrenalin freigesetzt, das an den β3-Adrenozeptor in der Zellmembran der braunen Fettzellen bindet. Dadurch wird eine Adenylylcyclase aktiviert, die die Umwandlung von ATP zu cyclischem Adenosinmonophosphat (cAMP) katalysiert. cAMP seinerseits aktiviert die Proteinkinase A, deren aktive C-Untereinheiten sich von den regulatorischen R-Untereinheiten lösen. Die aktive Proteinkinase A ihrerseits aktiviert durch Phosphorylierung eine Lipase. Diese Lipase katalysiert die Umwandlung von Triglyceriden in freie Fettsäuren, die schließlich UCP1 aktivieren, indem sie dessen Hemmung durch Purinnukleotide (GDP, ADP) aufheben. Die Thermogenese wird dadurch beendet, dass die Mitochondrien freie Fettsäurereste oxidieren. Dadurch wird UCP1 inaktiv und die Zelle kehrt zur normalen Zellatmung zurück, bei der ATP synthetisiert wird.

## Entdeckungsgeschichte
Entdeckt wurde der Ionenkanal 1979 als Uncoupling Protein, 1988 wurde es zum ersten Mal kloniert.
Ein zu Thermogenin homologes Gen konnte 1997 identifiziert werden und wurde UCP2 genannt. In den letzten zehn Jahren wurden drei weitere UCP1-Homologe gefunden, darunter UCP3, UCP4, und BMCP1 (auch als UCP5 bekannt). Erst in den vergangenen Jahren der Forschung konnte braunes Fettgewebe auch bei erwachsenen Menschen gefunden werden.